# تمنا (فیلم ۱۹۴۲)
«تمنا» (انگلیسی: Tamanna) یک فیلم بالیوود است که به کارگردانی و نویسندگی پانی ماجومدار در سال ۱۹۴۲ منتشر شد.

## بازیگران
- Leela Desai
- پایدی جیراج
- کاران دوان
- شاگدیش ستی
- K. C. Dey
- شانتا کوماری
- Nargis
- ثریا